# The Golden Bowl (film)
The Golden Bowl is een Amerikaans-Frans-Britse dramafilm uit 2000 onder regie van James Ivory. Het scenario is gebaseerd op de gelijknamige roman uit 1904 van de Amerikaanse auteur Henry James.

## Verhaal
Prins Amerigo is een telg uit een verpauperd, adellijk geslacht uit Italië. Hij gaat een verstandshuwelijk aan met Maggie, de dochter van de Amerikaanse miljonair Adam Verver. Samen met zijn oude geliefde Charlotte Stant gaat de prins op zoek naar een huwelijksgeschenk voor Maggie. Ze stuiten daarbij op een prachtige gouden schaal, maar ze kiezen uiteindelijk voor een ander cadeau. Door een vreemd toeval trouwt Adam later met Charlotte. Op die manier ontstaat er een merkwaardige vierhoeksverhouding.

## Rolverdeling
| Acteur               | Personage                  |
| -------------------- | -------------------------- |
| Kate Beckinsale      | Maggie Verver              |
| James Fox            | Kolonel Bob Assingham      |
| Anjelica Huston      | Fanny Assingham            |
| Nick Nolte           | Adam Verver                |
| Jeremy Northam       | Prins Amerigo              |
| Madeleine Potter     | Lady Castledean            |
| Uma Thurman          | Charlotte Stant            |
| Nicholas Day         | Lord Castledean            |
| Peter Eyre           | A.R. Jarvis                |
| Nickolas Grace       | Docent                     |
| Robin Hart           | Mijnheer Blint             |
| Daniel Byam Shaw     | Principino (5 jaar)        |
| Francesco Giuffrida  | Jongere zoon van de hertog |
| Marta Paola Richeldi | Hertogin                   |
| Rossano Rubicondi    | Oudere zoon van de hertog  |